# گروه نفرت
گروه نفرت (به انگلیسی: Hate group) یک حرکت یا گروه سازمان یافته‌است که کارهایی خشونت‌آمیز، خصومت پراکنانه و نفرت‌برانگیز بر اساس نژاد، مذهب، جنسیت، گرایش‌های جنسی و قومیت انجام می‌دهند.

## نظارت

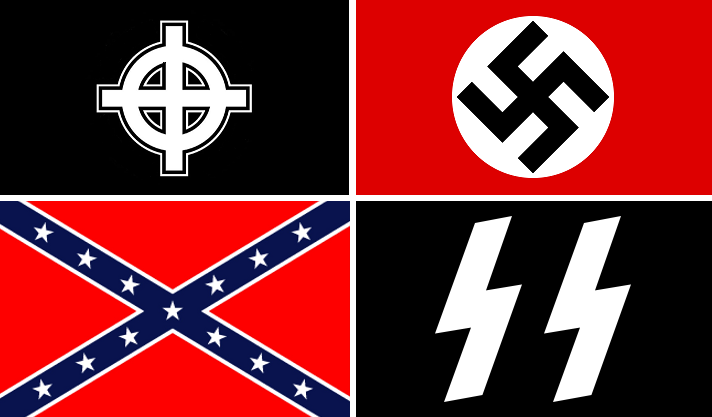
پرچم‌هایی که معمولاً توسط گروه‌های نفرت استفاده می‌شود عبارتند از (در جهت عقربه‌های ساعت از سمت چپ بالا): صلیب سلتیک، پرچم نازی، پرچم اس‌اس و پرچم نبرد کنفدراسیون

در ایالات متحده آمریکا، سازمان اف‌بی‌آی لیستی برای تعیین گروه‌های نفرت منتشر نمی‌کند و در این خصوص می‌گوید: «تنها زمانی که تهدید یا اجبار در میان باشد این سازمان شروع به تحقیقات می‌کند. زمانی که گروه قابلیت انجام یک ماموریت از پیش تعیین شده را داشته یا زمانی که کنش در قانون اساسی، خشونت را دربرداشته باشد.» سازمان اف‌بی‌آی آمار مربوط به جنایات متخلف را حفظ می‌کند.
دو سازمان غیردولتی آمریکایی که نابردباری را کنترل می‌کند و گروه‌های متخاصم اتحادیه ضد افترا (ADL) و مرکز حقوقی فقر جنوبی (SPLC) هستند. آنها فهرستی از آنچه که فکر می‌کنند گروه‌های متخاصم، گروه‌های مخالف و گروه‌های ضد سامی، ضد حکومتی یا افراط گرایی هستند را حفظ می‌کنند که این گروه‌ها مرتکب جنایات نفرتی شده‌اند. طبق تعریف مرکز حقوقی فقر جنوبی از «گروه نفرت»، هر گونه گروهی است که دارای اعتقادات و اعمالی هستند که به افراد حمله کرده یا آنها را بدنام کرده به خصوص هنگامی که ویژگی‌های بد ناپایدار هستند. در حالیکه حداقل برای مرکز حقوقی فقر جنوبی وجود یک گروه در لیست «به این معنی نیست که آن گروه الزاماً مرتکب جرایم نفرتی یا جرایم دیگر شده باشد.» طبق روزنامه یواس‌ای تودی، دامنه لیست آنها شامل «سفید پوستان برتری گرای تا سیاه پوستان ناسیونالیست، نئونازی‌ها تا نئوکنفدرالی ها» می‌گردد.
طبق مرکز حقوقی فقر جنوبی، از سال ۲۰۰۰ تا سال ۲۰۰۸، فعالیت‌های گروه‌های نفرت در ایالات متحده ۵۰ درصد افزایش یافته‌است و تعداد این گروه‌ها در مجموع حدود ۹۲۶ گروه فعال می‌باشد. در سال ۲۰۱۹، گزارش‌های سازمان نشان داد که تعداد گروه‌های متخاصم به ۱۰۲۰ رسیده که در بیست سال اخیر به بیشترین تعداد رسیده و نسبت به سالهای ۲۰۱۷ و ۲۰۱۸ رشد ۷ درصدی داشته. قبل از این سال بالاترین رقم مربوط به سال ۲۰۱۱ بوده که تعداد آن ۱۰۱۸ بود. پایین‌ترین رقم لیست در سالهای اخیر نیز مربوط به سال ۲۰۱۴ بوده که شامل ۷۸۴ گروه بوده. افزایش رشد تعداد گروه‌های سفید پوستان برتری گرا از ۱۰۰ عدد در سال ۲۰۱۷ به ۱۴۸ در سال ۲۰۱۸ رسده است که در گزارش‌های سال ۲۰۱۹ رشد چشمگیری داشته‌است.
از سال ۲۰۱۰، واژه حق جایگزینی مورد استفاده قرار گرفت. این واژهٔ گسترده شامل محدوده ای بزرگ از مردم می‌باشد که مخالف اندیشه‌های محافظه کارانه است و همسو با محافظه گرایی بوده که ممکن است شامل نژادپرستی یا برتر پنداری نژاد سفید به شکل مجازی یا صریح باشد. حق جایگزینی به عنوان «ترکیب عجیبی از مکتب قدیمی نئونازیسم، تروریست‌های توطئه گر، ضد سیاست‌های جهانی، و ترول‌های جناح راستی اینترنتی می‌باشد که همگی با اعتقاد به این که نژاد سفید مذکر توسط چندفرهنگ شدگی با خطر مواجه است، می‌باشد.»

## خشونت و جرایم نفرتی
چهار مجموعه وابسته به گروه‌های متخاصم هستند که این چهار مجموعه عبارتند از: ظرفیت سازمانی، حوزه‌های انتخابی سازمانی، همبستگی استراتژیک و تنظیم ساختاری. [۱۲] هر چه گروه افراطی بزرگتر و قدیمی تر باشد، مستعد تر در درگیر شدن به خشونت می‌باشد. به‌طور منطقه ای، گروه‌های متخاصمی که در غرب و شمال شرقی هستند، احتمال اعمال و شرکت در خشونت نسبت به کسانی که در جنوب زندگی می‌کنند بیشتر است. اگر گروه دارای رهبری کاریزماتیک باشد، احتمال خشونت‌آمیز بودن آن گروه بیشتر است. گروه‌هایی که یک رابطه مبتنی بر درگیری با گروه دیگری را دارند، به احتمال زیاد در خشونت‌های شدید شرکت می‌کنند.

## سخنرانی نفرتی
کارشناس ضد تروریسم احود اسپرینزاک استدلال می‌کند که خشونت لفظی «بکارگیری الفاظ شدتی علیه فرد یا گروهی که حتی ممکن است شامل تهدیدات مستقیم باشد که ممکن است خشونت فیزیکی روی آنها صورت گیرد یا از دیگران برای بکار بستن این خشونت دعوت به عمل آید.»